# 奧地利和平服务
奧地利和平服务（德語：Friedensdienst）是奧地利国外服务（Austrian Service Abroad）最小的项目。在这个项目里年轻奧地利人可以在国外停留一年，而且奧地利和平服务被视为代替兵役的民事服役。它是安德里亚斯·麦斯令尔教授（Andreas Maislinger）于1998年创办。
除了奧地利和平服务以外奧地利猶太人大屠殺纪念服务（Austrian Holocaust Memorial Service）和奧地利社会服务（Austrian Social Service）也是奧地利国外服务的两个规划。

## 伙伴组织
中国
- 南京 - 拉贝故居

 以色列
- 耶路撒冷 - The Alternative Information Centre
- 耶路撒冷 - LAW

 日本
- 廣島市 - Hiroshima Peace Culture Foundation

 荷兰
- 阿姆斯特丹 - UNITED for Intercultural Action